# GDevelop

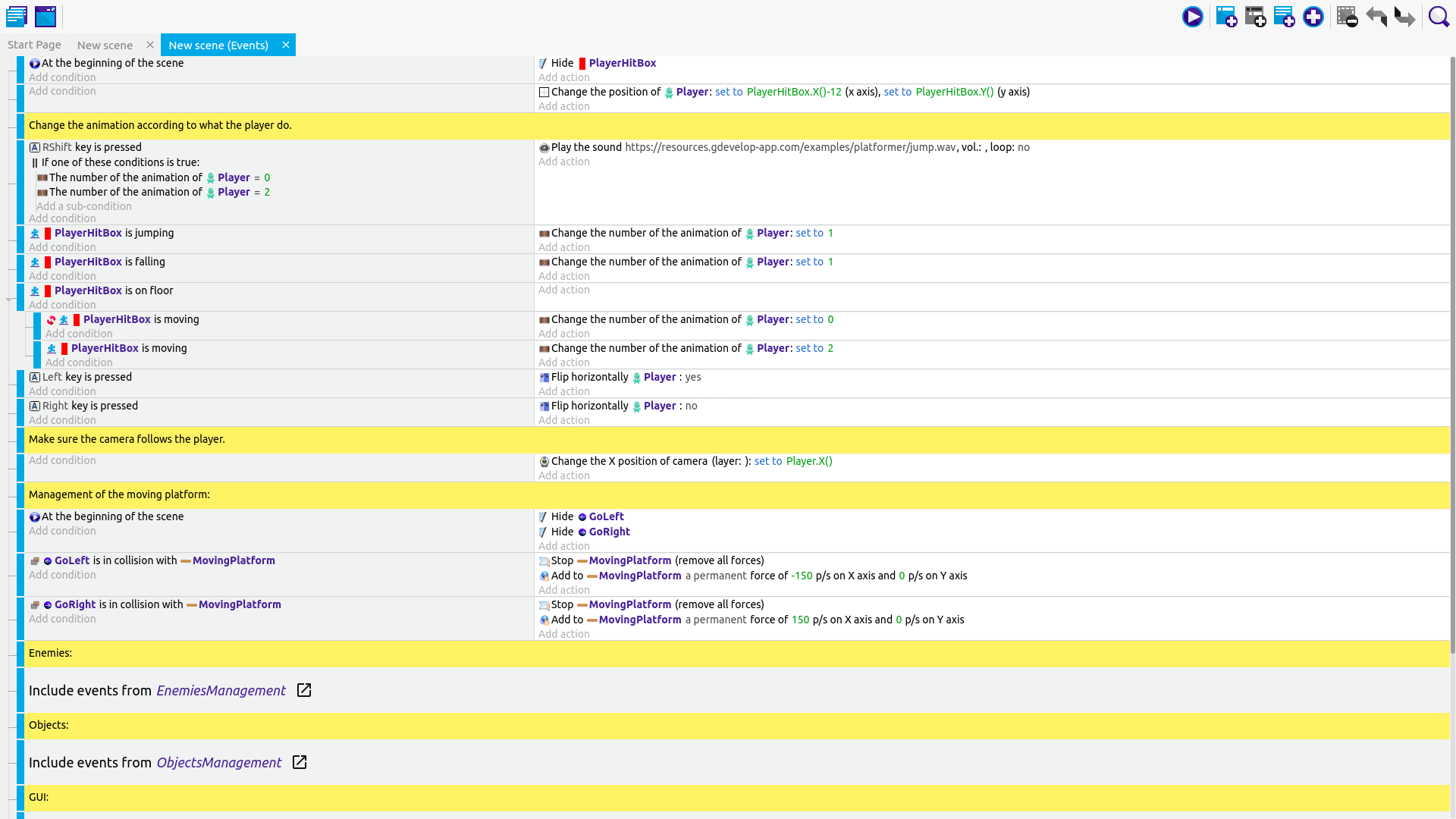
Tela do aplicativo web do GDevelop

GDevelop é um motor de jogos 2D, gratuito e de código aberto, para criação de jogos eletrônicos para computador, celular e, web. O motor foi desenvolvido pelo engenheiro de software do Google, Florian Rival, voltado principalmente para não-programadores e desenvolvedores de jogos com habilidades diversas. Diferentemente de outros motores, o GDevelop emprega um sistema baseado em eventos (ao invés de usar uma linguagem de programação), semelhantes a motores como Construct e Stencyl [en].

## Desenvolvimento e interface
GDevelop foi desenvolvido por Florian Rival, engenheiro de software do Google no ano de 2008. Diferente de outros motores de jogos mais usados como o Unity e Unreal Engine, não há necessidade do usuário ter conhecimento prévio de linguagem de programação para a criação de jogos 2D, todos os comandos são criados através de um sistema de eventos em uma tela de programação visual, semelhante aos motores Construct e Stencyl.
De acordo com Rival: "A ideia do GDevelop é tornar a criação de jogos acessível a qualquer pessoa, de iniciantes a desenvolvedores experientes. GDevelop permite que você crie a lógica do seu jogo usando eventos visuais, compostos de condições e ações. Você também pode construir seus objetos de jogo compondo comportamentos predefinidos e personalizáveis (extensões)".
Embora haja a possibilidade de criar jogos apenas utilizando o sistema de eventos, o programa também permite a utilização da linguagem JavaScript no lugar dos blocos de evento, abrindo possibilidade para a expansão de recursos.